# Абдалла аль-Магді
Абдалла аль-Магді (араб. عبد الله بن أحمد بن علي; 1793 — 28 листопада 1835) — імам Ємену, син імама Ахмада аль-Мутаваккіля.